# LE-711
La carretera comarcal LE-711 es una vía de la "Red complementaria preferente de Castilla y León" de titularidad autonómica, que transcurre en su totalidad por la comarca de El Bierzo. Comienza en Ponferrada a partir de la CL-631 a la altura del barrio de Columbrianos y termina en el enlace de nuevo con la CL-631 en Páramo del Sil.

## Recorrido
A través de sus 45 km de longitud, atraviesa la comarca desde su capital Ponferrada hacia el norte, pasando por las localidades de Columbrianos, Cortiguera, Cabañas Raras, Sancedo, Ocero, Vega de Espinareda, Fabero, Lillo del Bierzo, Argayo, Sorbeda y terminado en el cruce con la CL-631 en Páramo del Sil.